# 大魏查滕山

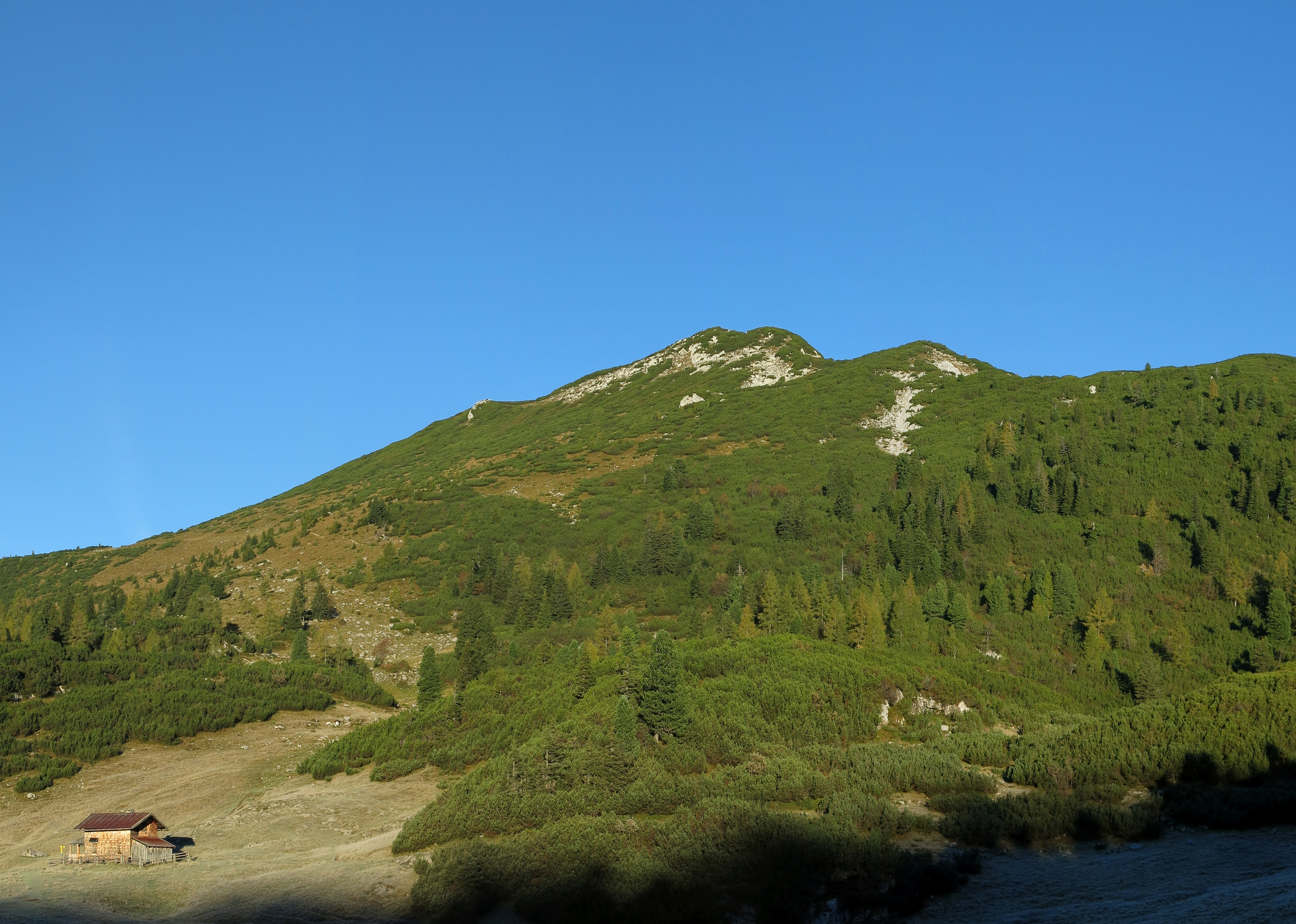

47°37′55″N 12°47′10″E / 47.63194°N 12.78611°E
大魏查滕山（德語：Großer Weitschartenkopf），是奧地利的山峰，位於該國中部，由薩爾茨堡州負責管轄，屬於貝希特斯加登阿爾卑斯山脈的一部分，距離大霍伊塞爾山2.5公里，海拔高度1,979米。